# Cytharopsis cancellata
Cytharopsis cancellata é uma espécie de gastrópode do gênero Cytharopsis, pertencente à família Mangeliidae.